# جایزه فیلم مستقل انگلیس
جایزه فیلم مستقل انگلیس یکی از معتبرترین جوایز سینمایی در انگلیس است که به منظور تقدیر از دستاوردهای برجسته در سینمای مستقل اهدا می‌شود. این جایزه به فیلم‌ها و فیلم‌سازانی که با بودجه‌های محدود و خلاقیت بالا، آثاری متمایز و تأثیرگذار تولید می‌کنند، اختصاص دارد.

## تاریخچه
تاریخچه این جایزه به سال تاریخ اولین دوره بازمی‌گردد و از آن زمان تاکنون، هر ساله برگزار می‌شود. 

## دسته‌بندی‌ها
جایزه فیلم مستقل انگلیس شامل دسته‌بندی‌های مختلفی است که عبارتند از بهترین فیلم، بهترین کارگردان، بهترین بازیگر نقش اول مرد و زن، و دیگر دسته‌بندی‌های فنی و هنری.

## برندگان
جودی ویتاکر